# Euophrys striolata
Euophrys striolata là một loài nhện trong họ Salticidae.
Loài này thuộc chi Euophrys. Euophrys striolata được Carl Ludwig Koch miêu tả năm 1846.